# 13月のバラード
『13月のバラード』（じゅうさんがつのバラード）は、キンモクセイが2005年12月21日に発表した4作目のアルバムである。

## 解説
カレンダーアルバムの形式をとっている。

## 収録曲
- 全編曲：キンモクセイ&澤近泰輔（特記以外）

1. 1月 冬の磁石
作詞：伊藤俊吾、作曲：後藤秀人
  - 13thシングル。
  - TBS系『王様のブランチ』2005年12月-2006年1月度エンディングテーマ。
2. 2月 僕よりずっと大人だった彼女の愛
作詞・作曲：張替智広
3. 3月 さよなら涙くん
作詞・作曲：伊藤俊吾
4. 〜たかが春〜
作曲・編曲：キンモクセイ
  - 原曲は「さらば」
5. 4月 春のセンセーション
作詞：伊藤俊吾、作曲：白井雄介
6. 5月 いいじゃん
作詞：伊藤俊吾、作曲：後藤秀人、編曲：キンモクセイ
7. 6月 生まれてはじめて
作詞・作曲：伊藤俊吾
8. 〜されど夏〜
作曲・編曲：キンモクセイ
  - 原曲は「七色の風」
9. 7月 SUMMER MUSIC
作詞・作曲：伊藤俊吾
  - 12thシングル。
10. 8月 僕の夏 (more 陽炎 version)
作詞・作曲：伊藤俊吾、編曲：キンモクセイ
  - 12thシングルのカップリング曲のアルバムバージョン。
11. 9月 悲しい楽しい日々
作詞・作曲：張替智広
12. 〜そして秋〜
作曲・編曲：キンモクセイ
  - 原曲は「少年の頃の想い出」
13. 10月 du-lu-bi-du
作詞・作曲：伊藤俊吾、編曲：キンモクセイ
14. 11月 シグレイン
作詞：佐々木良、作曲：伊藤俊吾、編曲：キンモクセイ
15. 12月 13月のバラード
作詞・作曲：伊藤俊吾、編曲：キンモクセイ

## 関連作品
- NIAGARA CALENDAR '78 : 大滝詠一のカレンダーアルバム。コンセプトやジャケットに影響を受けている。